# آخرین اغواگری
آخرین اغواگری یا آخرین فریب (به انگلیسی: The Last Seduction) یک فیلم دلهره آور و نئو-نوآر آمریکایی محصول سال ۱۹۹۴ به کارگردانی جان دال با بازی لیندا فیورنتینو، پیتر برگ و بیل پولمن است. این فیلم توسط کمپانی آی‌تی‌سی اینترتایمنت تولید و توسط کمپانی اکتبر فیلمز توزیع شد. بازی فیورنتینو باعث ایجاد صحبت‌هایی در مورد نامزدی جوایز اسکار شد، اما او واجد شرایط نبود زیرا این فیلم قبل از اکران در سینماها از شبکه اچ‌بی‌او پخش شد. به همین سبب کمپانی‌های سازنده از آکادمی شکایت کردند، اما نتوانستند فیورنتینو را واجد شرایط نامزدی کنند.
قسمت دوم این فیلم با عنوان آخرین اغواگری ۲ در سال ۱۹۹۹ منتشر شد، ولی بدون حضور بازیگران و عوامل قسمت اول.

## داستان
زنی پول‌های همسرش را که از راه فروش مواد مخدر بدست آورده سرقت می‌کند و به شهر کوچکی برای مخفی شدن می‌رود. او در آنجا با انسان ساده لوحی برای اجرای نقشه بعدی اش برخورد می‌کند و…

## بازخورد انتقادی
این فیلم مورد تحسین منتقدان قرار گرفت. بر اساس ۵۱ بررسی، امتیاز ۹۴٪ را در راتن تومیتوز دارد. در متاکریتیک بر اساس ۱۲ بررسی، امتیاز ۸۵ از ۱۰۰ را دارد که نشان‌دهنده «تحسین جهانی» است.